# Cảnh cận

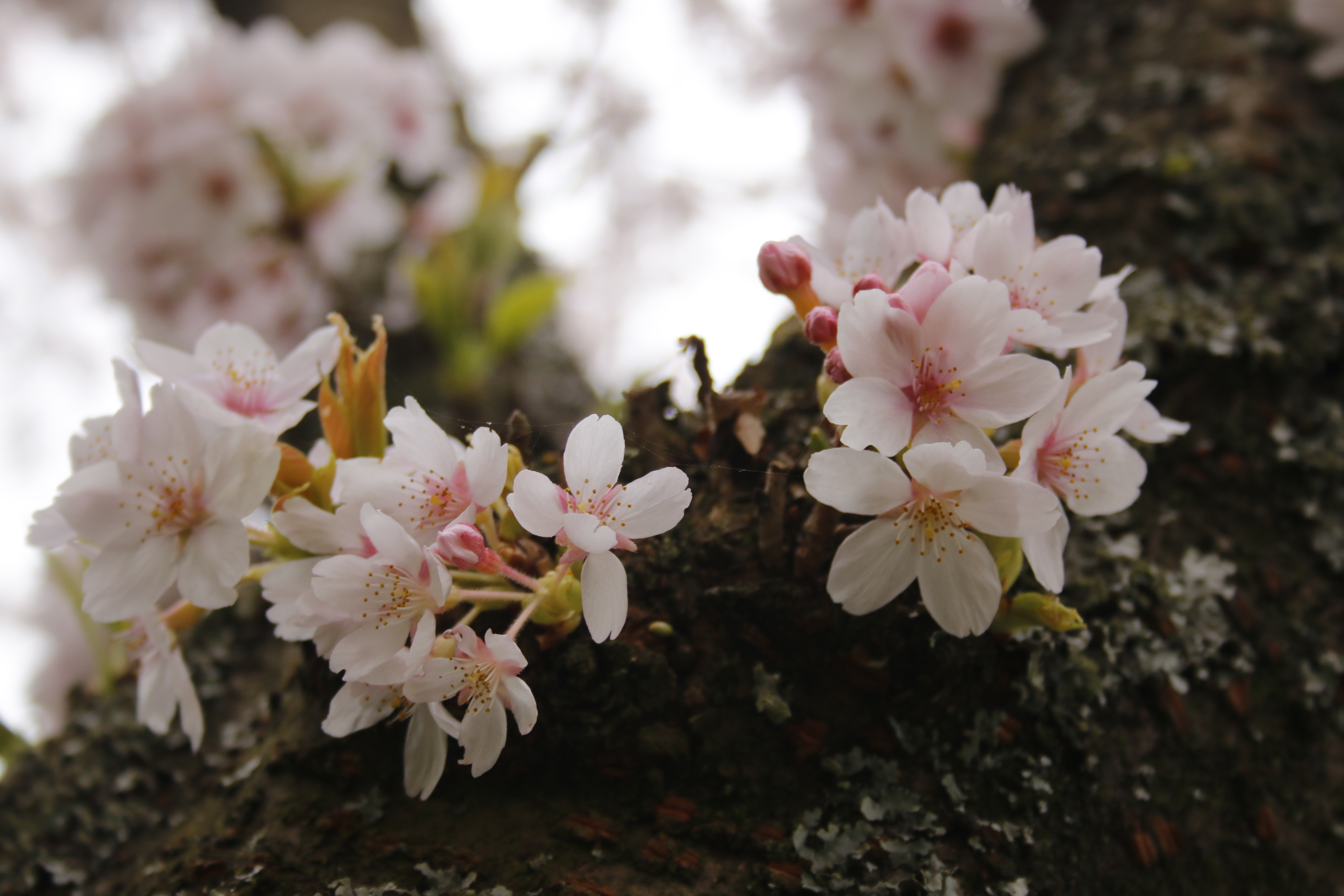
Cận cảnh hoa Anh Đào

Cảnh cận, cận cảnh hay cận ảnh (tiếng Anh: Close-up hoặc closeup) là một thuật ngữ sử dụng trong điện ảnh, truyền hình, nhiếp ảnh, dùng để chỉ một loại cảnh quay, trong đó diễn viên hoặc đối tượng chiếm gần như toàn bộ khung hình. Cảnh cận là một trong những loại cảnh quay cơ bản, được sử dụng thường xuyên bên cạnh các loại cảnh quay khác như cảnh trung và cảnh toàn (kỹ thuật điện ảnh). Các cảnh cận thường diễn tả được nhiều chi tiết kĩ càng, nhưng lại không thể hiện được không gian xung quanh. Di chuyển từ cảnh toàn vào cảnh cận hoặc ngược lại là một dạng cơ bản của kỹ thuật zoom.